# سعید محمدپور
سعید محمدپور (متولد ۱۲ اسفند ۱۳۷۱ در اردبیل) می‌باشد.
محمدپور در سال ۲۰۱۱ قهرمان وزنه‌برداری دستهٔ ۹۴ کیلو جهان شد.
او اولین مدال طلای اردوی تیم ملی ایران را در مسابقات جهانی مالزی کسب نمود
او در این مسابقات با ۱۷۵ کیلوگرم در یکضرب قهرمان و در دوضرب با ۲۱۰ کیلوگرم نیز قهرمان شد.
در مسابقات جهانی پاریس در دسته ۹۴ کیلو توانست مدال برنز را بر گردن بیاویزد. او در این دسته با بالابردن وزنه ۱۸۱ کیلو در یکضرب و وزنه ۲۲۱ کیلو در دوضرب و در مجموع ۴۰۲ کیلو در رتبه سوم قرار گرفت.
محمدپور در المپیک ۲۰۱۲ لندن در جایگاه پنجم قرار گرفته بود، ولی با مثبت اعلام شدن آزمایش دوپینگ چهار نفر بالای او در سپتامبر ۲۰۱۶، وی مدال طلای دستهٔ ۹۴ کیلوگرم المپیک را بدست آورد که پس از شش سال و‌ در‌ سال 2018 طی مراسمی با بالابردن پرچم ایران و پخش سرود ملی به ایشان تحویل داده شد.

## نتایج
| سال                   | مکان              | وزن            | یک‌ضرب (کیلوگرم) | یک‌ضرب (کیلوگرم) | یک‌ضرب (کیلوگرم) | یک‌ضرب (کیلوگرم) | دوضرب (کیلوگرم) | دوضرب (کیلوگرم) | دوضرب (کیلوگرم) | دوضرب (کیلوگرم) | مجموع          | رتبه           |
| سال                   | مکان              | وزن            | ۱               | ۲               | ۳               | رتبه            | ۱               | ۲               | ۳               | رتبه            | مجموع          | رتبه           |
| بازی‌های المپیک        | بازی‌های المپیک    | بازی‌های المپیک | بازی‌های المپیک  | بازی‌های المپیک  | بازی‌های المپیک  | بازی‌های المپیک  | بازی‌های المپیک  | بازی‌های المپیک  | بازی‌های المپیک  | بازی‌های المپیک  | بازی‌های المپیک | بازی‌های المپیک |
| --------------------- | ----------------- | -------------- | --------------- | --------------- | --------------- | --------------- | --------------- | --------------- | --------------- | --------------- | -------------- | -------------- |
| ۲۰۱۲                  | لندن، بریتانیا    | ۹۴ کیلوگرم     | ۱۷۷             | ۱۸۰             | ۱۸۳             | ۱               | ۲۱۹             | ۲۲۴             | ۲۲۶             | ۶               | ۴۰۲            | 1              |
| قهرمانی جهان          |                   |                |                 |                 |                 |                 |                 |                 |                 |                 |                |                |
| ۲۰۱۱                  | پاریس، فرانسه     | ۹۴ کیلوگرم     | ۱۷۳             | ۱۷۹             | ۱۸۱             | ۴               | ۲۱۶             | ۲۲۱             | ۲۲۱             | 3               | ۴۰۲            | 3              |
| قهرمانی جوانان جهان   |                   |                |                 |                 |                 |                 |                 |                 |                 |                 |                |                |
| ۲۰۱۰                  | صوفیه، بلغارستان  | ۹۴ کیلوگرم     | ۱۶۰             | ۱۶۰             | ۱۶۲             | --              | ۱۸۷             | 195             | ۱۹۵             | ۷               | ---            | --             |
| ۲۰۱۱                  | پنانگ، مالزی      | ۹۴ کیلوگرم     | ۱۶۶             | ۱۷۱             | ۱۷۵             | 1               | ۲۰۵             | ۲۰۶             | ۲۱۰             | 1               | ۳۸۵            | 1              |
| ۲۰۱۲                  | Antigua, گواتمالا | ۹۴ کیلوگرم     | ۱۷۱             | ۱۷۸             | ۱۸۲             | 1               | ۲۱۵             | ۲۱۷             | ۲۲۳             | 2               | ۳۹۳            | 1              |
| قهرمانی نوجوانان جهان |                   |                |                 |                 |                 |                 |                 |                 |                 |                 |                |                |
| ۲۰۰۹                  | چیانگ مای، تایلند | ۸۵ کیلوگرم     | ۱۳۸             | ۱۴۲             | ۱۴۸             | 2               | ۱۶۸             | ۱۷۴             | ۱۷۶             | 3               | ۳۱۶            | 3              |

## جایزه‌ها
- مدال طلای نوجوانان آسیا ۲۰۰۸[۲]

قهرمان جهان در المپیک لندن ۲۰۱۲

## مسابقات جهانی جوانان در سال ۲۰۱۲
در مسابقات وزنه‌برداری جوانان جهان در گواتمالا در دسته ۹۴ کیلوگرم توانست با مهار وزنه ۱۷۱ در یکضرب و ۱۸۲ کیلوگرم در دوضرب قهرمان جوانان جهان گردید.